# Dichiarazione di indipendenza della Repubblica Turca di Cipro del Nord
La dichiarazione di indipendenza della Repubblica turca di Cipro del Nord è stata una dichiarazione unilaterale di indipendenza dalla Repubblica di Cipro da parte del parlamento turco-cipriota il 15 novembre 1983.
Otto anni dopo la proclamazione dello Stato federato turco di Cipro (nel 1975), la dichiarazione di Cipro del Nord venne presentata al parlamento turco-cipriota a Nicosia Nord dal leader turco-cipriota e presidente dello Stato nord-cipriota Rauf Denktaş il 15 novembre 1983. Contenente un testo che sposa i diritti umani e il desiderio di vivere fianco a fianco con la popolazione greco-cipriota, si concluse con una dichiarazione che Cipro del Nord era uno stato indipendente e sovrano, nominando l'entità come Repubblica Turca di Cipro del Nord (TRNC). Più tardi quel giorno il parlamento turco-cipriota approvò una risoluzione unanime che ratificava la dichiarazione.

## Reazioni
Il Consiglio di sicurezza delle Nazioni Unite emesse due risoluzioni (541 e 550) proclamando che la dichiarazione dì indipendenza turco-cipriota non era giuridicamente valida, richiese che nessun altro stato sovrano riconoscesse la dichiarazione e domandandone il ritiro.

## Riconoscimento

### Paesi delle Nazioni Unite e altri
La Turchia riconobbe formalmente Cipro del Nord il giorno della dichiarazione di indipendenza. Il parlamento della Repubblica Autonoma di Naxçıvan, che è un'enclave autonoma dell'Azerbaigian, emise una risoluzione riconoscendo la TRNC come nazione sovrana.

## Sentenza della Corte internazionale di giustizia sulle dichiarazioni di indipendenza
Il 22 luglio 2010, la Corte Internazionale di Giustizia delle Nazioni Unite decise in modo non legalmente vincolante (in relazione al Kosovo) che "il diritto internazionale non contiene alcun divieto alle dichiarazioni di indipendenza". La sentenza avrebbe dovuto rafforzare le richieste di riconoscimento da parte di Cipro del Nord. La decisione della Corte internazionale di giustizia delle Nazioni Unite è stata considerata una fonte di ispirazione e un'altra opzione per i turco-ciprioti.